# Цзіньмень (національний парк)
Національний парк Цзіньмень (кит. трад.: 金門國家公園; спрощ.: 金门国家公园; піньїнь: Jīnmén Guójiā Gōngyuán) — національний парк у Цзіньмень, провінція Фуцзянь, Республіка Китай.

## Історія
Парк створено 1995 року, через три роки після скасування воєнного стану в окрузі.

## Геологія
Парк займає площу 35,29 км² або приблизно чверть площі округу Цзіньмень. Він розділений на п'ять областей: гора Тайву, Кунінтоу, Гуган, пагорб Машань і Ліею.

## Екологія
Завдяки субтропічному клімату в навколишньому середовищі та низькій людності парк стає місцем для перелітних птахів з осені по весну. У цьому районі помічено 319 видів птахів.

## Типи
- Мальовнича місцевість
- Історико-заповідна зона
- Рекреаційна зона
- Загальна заборонена зона